# Île Astove
L'île Astove, en anglais Astove Island, est une île des Seychelles dans l'océan Indien.

## Géographie

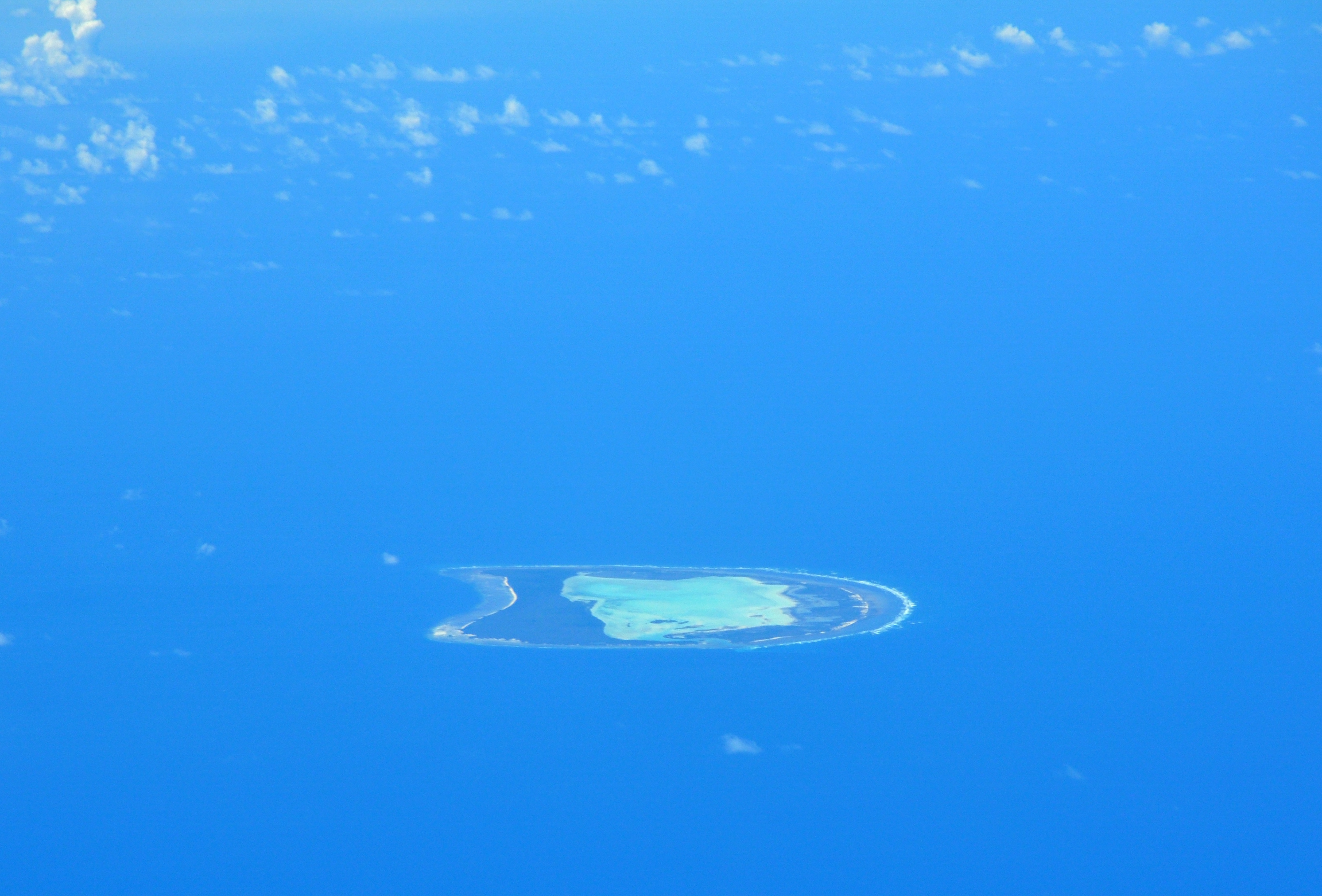
Vue aérienne de l'île Astove.

### Localisation
L'île Astove est située dans le Sud-Ouest des Seychelles et des îles Extérieures. Elle fait partie du groupe d'Aldabra qui compte Cosmoledo à 38 kilomètres en direction du nord-nord-ouest ainsi qu'Aldabra et l'île de l'Assomption en direction du nord-ouest.

### Relief
L'île Astove est un atoll. Grossièrement circulaire avec six kilomètres de longueur du nord au sud pour quatre kilomètres de largeur d'est en ouest, elle comporte un pseudo-lagon en son centre. Celui-ci communique avec la pleine mer par une brèche, le Gueule Bras Channel, dans le Sud-Ouest de l'île. Ce pseudo-lagon n'est profond que de trois mètres au maximum et comporte des bancs de sable et quelques îlots dans sa partie Sud-Ouest. Sa profondeur augmente lentement par dissolution de son fond calcaire en raison de l'acidification de ses eaux par les sols de l'île. La superficie des terres émergées est de 4,96 km2 pour une superficie totale de 9,5 km2, lagon inclus. Son littoral, composé de plages de sable entrecoupées de récifs coralliens émergés, notamment dans le Sud-Ouest de l'île, est protégé par un étroit récif corallien d'une largeur maximale de 180 mètres. Au-delà de ce récif, la bathymétrie augmente rapidement avec une profondeur de 550 mètres à 300 mètres de distance du rivage.
L'île, en forme d'anneau, n'est large que d'environ un kilomètre dans sa partie occidentale. Majoritairement plate, son point culminant est composé de dunes s'élevant à 18 mètres de hauteur dans sa partie orientale. À l'opposé de l'île, dans sa partie la plus large, se trouve une partie émergée du récif corallien qui culmine à cinq mètres d'altitude. L'île est couverte d'une végétation tropicale composée de cocoteraies et de plantations de sisal. Une piste d'atterrissage enherbée se trouve à proximité de la pointe Nord-Est de l'île.

### Climat
Le climat de l'île Astove est tropical et comporte deux saisons. Lorsque les alizés soufflent du sud-est généralement entre avril et novembre, les températures se situent autour de 28 °C et le temps est plutôt sec. Entre novembre et avril, l'île est sous l'influence d'une mousson provenant du nord-ouest qui s'accompagne d'une hausse des températures et le passage de cyclones tropicaux ce qui provoque une hausse des précipitations. En dépit de ce climat, l'île est relativement aride.

## Histoire
Le campement présent sur l'île Astove est abandonné depuis les années 1980. Il abritait les travailleurs employés dans les cocoteraies et les plantations de sisal de l'île. Depuis, les rares visiteurs sont essentiellement composés de scientifiques qui viennent étudier son pseudo-lagon ainsi que des plongeurs attirés par le récif corallien.